# Bruna Giraldi
 (janvier 2012).
Si vous disposez d'ouvrages ou d'articles de référence ou si vous connaissez des sites web de qualité traitant du thème abordé ici, merci de compléter l'article en donnant les références utiles à sa vérifiabilité et en les liant à la section « Notes et références ».
Pour les articles homonymes, voir Giraldi.
Bruna Giraldi — date de naissance inconnue — est une chanteuse, peintre et actrice française d'origine Italienne.

## Biographie
Bruna Giraldi est actrice de 1981 à 1983 dans les films de Richard Balducci dans lesquels elle interprète déjà des chansons, notamment dans le film N'oublie pas ton père au vestiaire où elle chante Comme une chanson qui passe et No one knows it better, film dans lequel on retrouve également une autre très jeune chanteuse déjà célèbre : Sabine Paturel.
Elle commence sa vraie carrière commerciale de chanteuse en 1983, avec la chanson Il y a de l'amour dans l'air écrit par Claude-Michel Schönberg, qui fut un succès au Québec (repris par la Québécoise Martine St-Clair) et en France (plus de 500 000 exemplaires vendus) ainsi qu'avec la version en italien : Far l'Amore con te. Écoutant à la radio, la musique du film de Richard Balducci, Claude-Michel Schönberg appela NRJ, jeune radio à l'époque, afin de demander le nom de la chanteuse. 
Il compose ensuite pour Bruna L’Erreur, Belle dans tes bras, Sept jours sur Sept.
En 1988, elle reprend le succès de Procol Harum A Whiter Shade of Pale en français sous le titre Soleil de minuit.
En 1990, Bruna Giraldi interprète le rôle de Sadia, tenu à l'origine par Nanette Workman, dans la comédie musicale Starmania de Michel Berger et Luc Plamondon.
En 2013, le « Best of » Bruna Giraldi est disponible en téléchargement à partir du 7 avril 2013 avec cinq titres inédits. Elle fait son retour dans Les Années bonheur de Patrick Sébastien le 13 avril 2013.[réf. nécessaire]